# Metasia berytalis
Metasia berytalis là một loài bướm đêm trong họ Crambidae.